# Liste der Baudenkmale in Müggenburg (Lüchow (Wendland))
In der Liste der Baudenkmale in Müggenburg (Lüchow (Wendland)) sind die Baudenkmale des niedersächsischen Dorfes Müggenburg aufgelistet. Der Stand der Liste ist der 21. Oktober 2021. Dies ist ein Teil der Liste der Baudenkmale in Lüchow (Wendland). Die Quelle der IDs und der Beschreibungen ist der Denkmalatlas Niedersachsen.

## Allgemein
In den Spalten befinden sich folgende Informationen:
- Lage: die Adresse des Baudenkmales und die geographischen Koordinaten. Kartenansicht, um Koordinaten zu setzen. In der Kartenansicht sind Baudenkmale ohne Koordinaten mit einem roten Marker dargestellt und können in der Karte gesetzt werden. Baudenkmale ohne Bild sind mit einem blauen Marker gekennzeichnet, Baudenkmale mit Bild mit einem grünen Marker.
- Bezeichnung: Bezeichnung des Baudenkmales
- Beschreibung: die Beschreibung des Baudenkmales. Unter § 3 Abs. 2 NDSchG werden Einzeldenkmale und unter § 3 Abs. 3 NDSchG Gruppen baulicher Anlagen und deren Bestandteile ausgewiesen.
- ID: die Objekt-ID des Baudenkmales
- Bild: ein Bild des Baudenkmales, ggf. zusätzlich mit einem Link zu weiteren Fotos des Baudenkmals im Medienarchiv Wikimedia Commons. Wenn man auf das Kamerasymbol klickt, können Fotos zu Baudenkmalen aus dieser Liste hochgeladen werden:

## Baudenkmale

### Gruppe baulicher Anlagen
| Lage | Bezeichnung            | Beschreibung | ID       | Bild |
| --- | ---------------------- | --- | -------- | ---- |
| Nr. 8, 9, 10, 11, 12, 13, 15, 17, 18, 19, 20, 21, 22, 23, 24, 27, 28, 29, 30, 31, 32, 33, 34, 35, 36, 37, 39, 40 52° 59′ 10″ N, 11° 8′ 6″ O | Kern des Straßendorfes | Zweizeiliges Straßendorf mit giebelständigen Vierständerhäusern in regelmäßiger Reihung, die nach Bränden im 19. Jahrhundert traditionell wieder aufgebaut wurden. so ist das Ortsbild erhalten geblieben. Einzelne Nebengebäude haben sich ebenfalls erhalten. | 30828355 | BW   |

### Einzeldenkmale
| Lage                               | Bezeichnung               | Beschreibung | ID       | Bild |
| ---------------------------------- | ------------------------- | --- | -------- | ---- |
| Nr. 12 52° 59′ 10″ N, 11° 8′ 4″ O  | Wohn-/ Wirtschaftsgebäude | Stark verändertes Vierständerhaus. Giebelständig, unter Satteldach. Errichtet 1813 (i). | 30863041 | BW   |
| Nr. 13 52° 59′ 10″ N, 11° 8′ 5″ O  | Wohn-/ Wirtschaftsgebäude | Giebelständiges Vierständerhaus in Fachwerk mit Backsteinausfachung, unter Satteldach mit Halbwalm am zweigeschossigen Wohnende; vollständig zu Wohnzwecken umgebaut. Errichtet 1859 (i). | 30863020 | BW   |
| Nr. 15 52° 59′ 11″ N, 11° 8′ 7″ O  | Wohn-/ Wirtschaftsgebäude | Vierständerhaus in Fachwerk mit Backsteinausfachung, unter Satteldach; völlig zu Wohnzwecken ausgebaut. Errichtet 1859 (i). | 30862963 | BW   |
| Nr. 17 52° 59′ 12″ N, 11° 8′ 8″ O  | Wohn-/ Wirtschaftsgebäude | Zweigeschossiges, traufständiges Wohnhaus in Fachwerk mit Backsteinausfachung, unter Satteldach; vermutlich ehemaliges Querdielenhaus. Errichtet Ende des 19. Jahrhunderts. | 30862904 | BW   |
| Nr. 18 52° 59′ 12″ N, 11° 8′ 9″ O  | Wohn-/ Wirtschaftsgebäude | Schlichtes Vierständerhaus in Fachwerk mit Backsteinausfachung, unter Satteldach in Hohlpfannendeckung. Errichtet in der Mitte des 19. Jahrhunderts. | 30862942 | BW   |
| Nr. 19 52° 59′ 12″ N, 11° 8′ 9″ O  | Wohn-/ Wirtschaftsgebäude | Eingeschossiges, traufständiges Wohnhaus in Fachwerk mit Backsteinausfachung, unter Satteldach; vermutlich ehemaliges Querdielenhaus. Errichtet Ende des 19. Jahrhunderts. | 30862923 | BW   |
| Nr. 21 52° 59′ 14″ N, 11° 8′ 10″ O | Wohn-/ Wirtschaftsgebäude | Giebelständiges Vierständerhaus in Fachwerk mit Backsteinausfachung und unter Satteldach in Betondachsteindeckung. Wirtschaftsgiebel mit Gitterfachwerk. Errichtet in der Mitte des 19. Jahrhunderts nach einem Brand, worauf die Balkeninschriften hinweisen | 30862826 | BW   |
| Nr. 21 52° 59′ 15″ N, 11° 8′ 10″ O | Scheune                   | Fachwerkbau mit Backsteinausfachung, unter hohlpfannengedecktem Satteldach. Traufen großteils massiv ersetzt. Errichtet 1893 (i). | 39608846 | BW   |
| Nr. 30 52° 59′ 11″ N, 11° 8′ 11″ O | Wohn-/ Wirtschaftsgebäude | Auf großer Parzelle traufständig zur Straße stehendes, aufwändig gestaltetes, zweigeschossiges Wohnhaus in Fachwerk mit Backsteinausfachung. Unter schiefergedecktem Halbwalmdach. Schmuckvoller breiter Risalit mit überkragendem Satteldach in Schiefer, getragen von einem hölzernen Bogen, im Erdgeschoss hier hölzerne Veranda mit Hauseingang. Errichtet um 1900. Durch einen traufständigen Zwischentrakt mit einem älteren Vierständerhaus verbunden, das nur noch zu Wirtschaftszwecken dient. Hierbei handelt es sich um ein giebelständiges Hallenhaus in Fachwerk mit Backsteinausfachung unter Satteldach aus der Mitte des 19. Jahrhunderts. | 30862644 | BW   |
| Nr. 31 52° 59′ 10″ N, 11° 8′ 9″ O  | Wohn-/ Wirtschaftsgebäude | Giebelständiges Vierständerhaus in Fachwerk mit Backsteinausfachung, unter Satteldach in Hohlpfannendeckung. Wirtschaftsgiebel mit Gitterfachwerk. Errichtet 1869 (i). | 30862786 | BW   |
| Nr. 32 52° 59′ 10″ N, 11° 8′ 8″ O  | Wohn-/ Wirtschaftsgebäude | Giebelständiges Vierständerhaus in Fachwerk mit Backsteinausfachung, unter Satteldach. Errichtet 1868 (i). | 30862765 | BW   |
| Nr. 34 52° 59′ 9″ N, 11° 8′ 7″ O   | Wohn-/ Wirtschaftsgebäude | Giebelständiges Vierständerhaus in Fachwerk mit Backsteinausfachung, unter Satteldach in Hohlpfannendeckung; Wirtschaftsgiebel mit Gitterfachwerk. Errichtet 1868 (i). | 30862703 | BW   |
| Nr. 35 52° 59′ 8″ N, 11° 8′ 6″ O   | Längsscheune              | Großer Fachwerkbau mit Backsteinausfachungen nach Art des Vierständerhauses; mittige Längseinfahrt; unter Satteldach in Hohlpfannendeckung. Errichtet 1869 (i). | 30862682 | BW   |
| Nr. 36 52° 59′ 8″ N, 11° 8′ 4″ O   | Wohn-/ Wirtschaftsgebäude | Traufständiges Querdielenhaus aus Fachwerk mit Backsteinausfachung unter ziegelgedecktem Satteldach. Errichtet 1869 (i). Heute stark überformt. | 39609413 | BW   |
| Nr. 39 52° 59′ 7″ N, 11° 8′ 3″ O   | Wohn-/ Wirtschaftsgebäude | Giebelständiges Vierständerhaus in Fachwerk mit Backsteinausfachung, unter Satteldach in Betondachsteindeckung. Linke Traufseite massiv ersetzt. Errichtet 1868 (i). | 30862566 | BW   |